# Le Mesnil-Ozenne
Le Mesnil-Ozenne település Franciaországban, Manche megyében. Lakosainak száma 269 fő (2022. január 1.). Le Mesnil-Ozenne Le Grand-Celland, Isigny-le-Buat, Marcilly, Saint-Ovin és Ducey-Les Chéris községekkel határos.

## Népesség
A település népességének változása:
| Lakosok száma | 177  | 150  | 213  | 244  | 259  | 269  | 270  | 272  | 273  | 269  |
|               | 1968 | 1990 | 2006 | 2011 | 2015 | 2016 | 2018 | 2019 | 2021 | 2022 |